# 大洪設治局
大洪設治局位於湖北省，民國三十六年（1947年）12月置，命名為大洪設治局，民國三十七年（1948年）7月裁撤。

## 歷史沿革[1]
- 民國三十六年（1947年）12月10日，內政部方字第1201號公函。

案查前准湖北省政府代電以，該省大洪山區及房縣興山鐘祥隨縣保康京山等縣邊區，層巒疊嶂，易滋匪患。擬請設立大洪、陽日二政治局。經核現行地方行政制度僅縣與設治局，設立政治局於法無據，應改為大洪、陽日二設治局，業經呈奉行政院核定。除通行外，相應函請查照。

民國三十七年（1948年），內政部方字第470號公函。

案查前准湖北省政府公函以：該省大洪、陽日二設治局，雖經呈准設置，尚未籌備成立，現為奸匪竊據全境請暫緩實施等由，經呈奉行政院三十七年七月五日（卅七）四內三〇九七四號指令准予裁撤。除通行外，相應函請查照為荷。

## 管轄區域
大洪山區